# Parroquia Sucre (Caracas)
La Parroquia Sucre es una de las 22 parroquias del Municipio Libertador del Distrito Capital de Venezuela y una de las 32 parroquias del área Metropolitana de Caracas, toma su nombre del apellido del prócer de la independencia Antonio José de Sucre.

## Historia
Las tierras que actualmente ocupan el sector de Catia formaron parte de una herencia aborigen asentada en ese espacio dando a conocer su existencia en el año 1500, aproximadamente.
En 1750 el territorio de Catia hacia parte de la Parroquia Altagracia y posteriormente en 1778 fue integrada en la Parroquia Catedral.
En 1853 Domingo de Esquivel, el entonces presidente del Concejo Municipal propuso la creación de la parroquia Catia, pero su idea no fue llevada a cabo en ese momento.
El 7 de diciembre del año 1936 fue elevada a Parroquia con el nombre de Sucre, haciéndose vigente el Decreto durante el Gobierno del General Eleazar López Contreras. El 15 de diciembre de 1951 se inaugura el Mercado Municipal de la localidad. En 1966 se decide la creación de la Parroquia 23 de Enero con un pequeño territorio que antes hacia parte de Sucre.
En el siglo XXI ha surgido diversas propuestas para la creación del Municipio Catia con el territorio de la actual parroquia Sucre, considerando su número de habitantes y su extensión territorial, aunque ya en la década de los 70 del siglo XX se había presentando la idea,  sin que a la fecha se hay concretado tal iniciativa. Una de las propuestas surgió de la fundación Procatia.

## Geografía
La Parroquia Sucre está ubicada al norte-oeste de la ciudad, hace frontera con el estado La Guaira por el norte, conectada con la autopista Caracas - La Guaira y la autopista Francisco Fajardo, siendo el eje vial fundamental de la Parroquia Sucre la Avenida Sucre, su corazón es el inmenso barrio de Catia a su vez subdividido en sectores y sub-barrios, como Los Flores de Catia, Los Magallanes de Catia, Caribe, Propatria, La Silsa, Alta Vista, Gramoven, Los Frailes, Ruperto Lugo, El Cuartel; así como otros sectores en lo que se puede mencionar a Blandín, Casalta, Barrio Isaías Medina Angarita, Lomas de Urdaneta y Ciudad Caribia. Se puede distinguir 2 grandes sectores un área urbana y una parte del suroeste del parque nacional El Ávila que ocupa casi toda la parte septentrional de la parroquia.

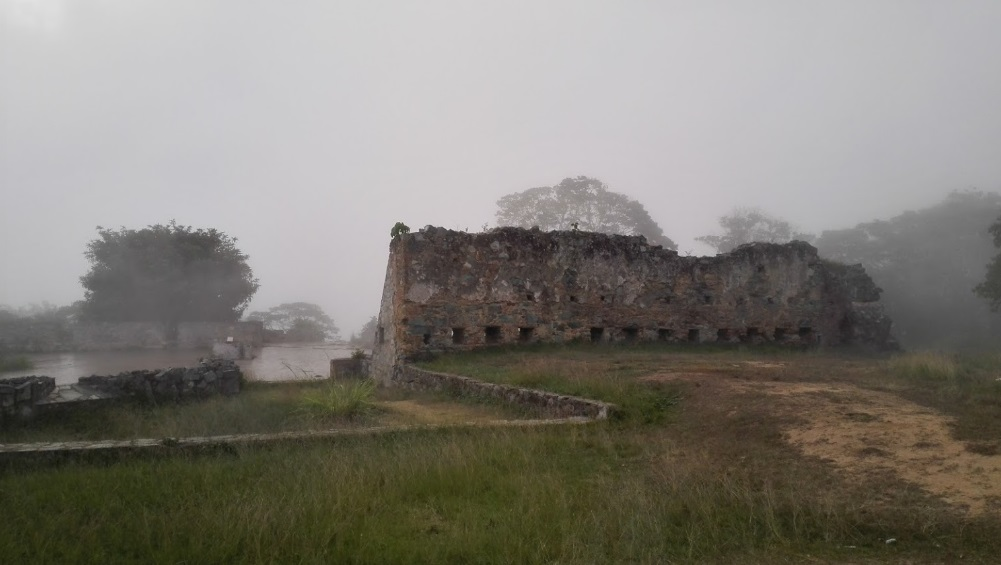
Ruinas del Castillo de San Joaquín (El Fortín), Parroquia Sucre, protegido como parte del parque nacional El Ávila

### Límites
- Norte: Estado La Guaira.
- Sur: Parroquia 23 de Enero.
- Este: Parroquia La Pastora.
- Oeste: Parroquia El Junquito y Estado La Guaira.

### Demografía
Par 1936 Catia registraba 10.093 habitantes, número que incremento significativamente opara 1981 cuando se contabilizaron 352.805 pobladores. Según el Instituto Nacional de Estadística de Venezuela (INE) para el censo 2001 esta parroquia contaba con 393.619 habitantes, siendo por lo tanto la más poblada de Caracas, se estima que para 2023 su población alcance los 612.255 habitantes. La mayor parte de su población está conformada por personas jubiladas, profesionales, obreros y trabajadores del sector informal de la economía, incrementándose a la Parroquia; donde para mediados del año 1940, con el Gobierno del presidente Eleazar López Contreras, se le da cabida a gran cantidad de inmigrantes europeos (españoles y portugueses) que huían de la atroz Segunda Guerra Mundial quienes se residencian en la zona y se desempeñaron como mano de obra calificada en el desarrollo del sector, tanto en el sector de la construcción, como en el comercio. Igual un porcentaje para ese entonces menor de inmigrantes de origen árabe, quienes aún comercian de manera activa en la zona.

### Clima
El clima en la Parroquia Sucre es de tipo intertropical de montaña, con temperaturas que oscilan entre los 18 grados y los 32 grados en la época más calurosa o verano.

### Fauna
La fauna es mayoritariamente de aves como pericos, loros, azulejos, tortolitas, cristofué, canarios de tejado, palomas, gavilanes, entre otros.
Abundan mascotas domésticas como perros y gatos, no todos en condiciones de cuidado adecuadas por falta de políticas que conciencien a la ciudadanía a su cuidado y esterilización.

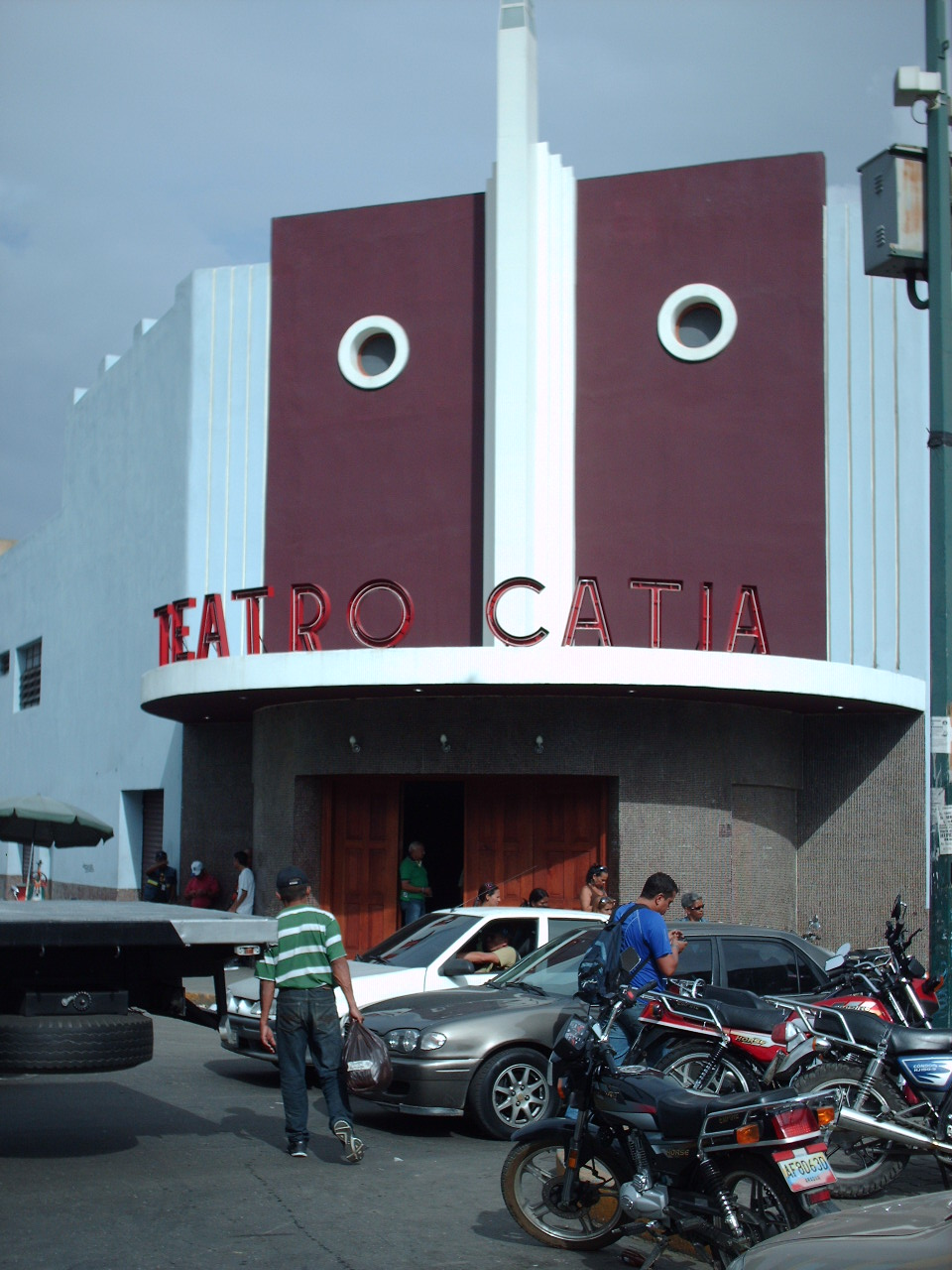
Teatro Catia, Parroquia Sucre

## Sitios destacados
En la jurisdicción parroquial se encuentra una parte del parque nacional El Ávila contando con grandes paisajes naturales y ruinas que datan del periodo colonial Español, como el llamado Fortín, además cuenta con el Parque de Recreación Alí Primera (anteriormente llamado Jóvito Villalba y coloquialmente conocido como Parque del Oeste) donde anteriormente se encontraba el demolido Retén de Catia. Además destacan las zonas comerciales del Boulevard de Catia (Antigua avenida España), y contando también con numerosos centros comerciales del siglo XX.

## Transporte

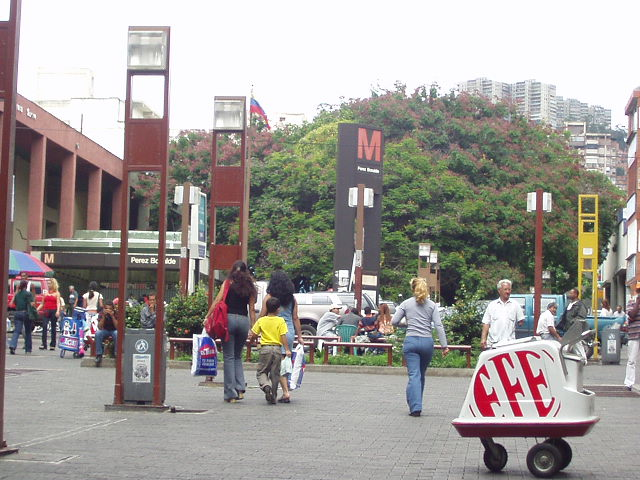
Estación Pérez Bonalde del Metro de Caracas

Actualmente Catia cuenta con varias rutas de autobuses o carros por puesto. También el Sistema Metro de Caracas (Línea 1) pasa por este sector por medio de las estaciones Propatria, Pérez Bonalde, Plaza Sucre, Gato Negro y Agua Salud; además de contar una ruta de Metrobús conectando la estación Agua Salud con la Parroquia 23 de Enero y otras estaciones del Sistema Metro en sus distintas líneas. Y múltiples rutas periféricas de vehículos rústicos (jeeps) hacia los barrios.
Igualmente se puede observar un servicio del Trans La Guaira que parte desde la estación Gato Negro hacia las poblaciones del Estado La Guaira como Catia La Mar y Caraballeda.

## Educación
En cuanto a la educación existen gran cantidad de instituciones educativas públicas y privadas. Para 1991 se contabilizaban 110 planteles oficiales y 51 privados funcionan también las Misiones Educativas Desde programas de alfabetización, Simoncitos, Misión Ribas hasta universitaria denominada Misión Sucre. Igualmente cuenta con la sede Rectoral de la Universidad Pedagógica Experimental Libertador (UPEL) y algunos Preescolares privados. En el otrora Retén de Catia se creó la Universidad Nacional Experimental de la Seguridad (UNES) fundada el 13 de febrero de 2013.

## Salud
Para 1991 el servicio médico asistencial contaba con 23 centros de atención (hospitales y/o ambulatorios) dependientes del Instituto Venezolano de los Seguros Sociales.  Entre los centros de salud de carácter público más importantes del país se destaca el "Hospital General del Oeste Doctor José Gregorio Hernández" conocido como "Hospital de los Magallanes de Catia", localizado en la avenida principal La Laguna de Catia, en el sector Los Magallanes.
La primera piedra fue colocada en 1968 por el entonces presidente Raúl Leoni, los trabajos se extendieron hasta noviembre de 1973 cuando fue inaugurado por el presidente Rafael Caldera. Fue llamado así en honor a José Gregorio Hernández médico venezolano quién falleció en Caracas en 1919. Dentro de las instalaciones del hospital hay una plaza con un monumento dedicado al doctor Hernández esculpido por Marisol Escobar.
En el 2003 se incorporan al sector sanitario nuevos centros de atención de salud de tipo primario en dispensarios denominados "Módulos de Salud" en un programa social del gobierno denominado: Barrio Adentro y clasificado en distintas numeraciones de acuerdo a su función. También funcionan tres Centros de Diagnóstico Integral, (CDI) más capacitados tecnológicamente que los denominados Módulos de Salud y los llamados Servicio de Rehabilitación Integral (S.R.I.) en varios sectores de la parroquia; todos estos atendidos por personal calificado de procedencia cubana, en un Convenio bilateral entre los dos países: Cuba y Venezuela a los cuales se han ido incorporando estudiantes del Programa de estudios de Medicina Comunitaria de la "Misión Sucre".

## Medios de comunicación
Tiene una televisora comunitaria que ha logrado alcance de su señal fuera de los límites de la parroquia, Catia TV la planta de transmisión se encuentra físicamente en el Sector Caño Amarillo de la Parroquia 23 de enero.